# Besse-sur-Issole
Besse-sur-Issole (Bessa d'Issòla trong tiếng provençal chuẩn cổ) là một xã thuộc tỉnh Var trong vùng Provence-Alpes-Côte d'Azur, Pháp. Xã này có diện tích 37,19 km², dân số năm 2006 là 2630 người. Xã này nằm ở khu vực có độ cao trung bình 258 mét trên mực nước biển.

## Biến động dân số
| 1793  | 1800  | 1806  | 1821  | 1831  | 1836  | 1841  | 1846  | 1851  |
| ----- | ----- | ----- | ----- | ----- | ----- | ----- | ----- | ----- |
| 1 153 | 1 578 | 1 548 | 1 724 | 1 750 | 1 750 | 1 720 | 1 632 | 1 658 |

| 1856  | 1861  | 1866  | 1872  | 1876  | 1881  | 1886  | 1891  | 1896  |
| ----- | ----- | ----- | ----- | ----- | ----- | ----- | ----- | ----- |
| 1 643 | 1 702 | 1 752 | 1 720 | 1 563 | 1 251 | 1 237 | 1 161 | 1 145 |

| 1901  | 1906  | 1911  | 1921 | 1926 | 1931 | 1936 | 1946 | 1954 |
| ----- | ----- | ----- | ---- | ---- | ---- | ---- | ---- | ---- |
| 1 167 | 1 130 | 1 068 | 909  | 951  | 930  | 904  | 809  | 829  |

| 1962                                         | 1968 | 1975 | 1982  | 1990  | 1999  | 2006  | - | - |
| -------------------------------------------- | ---- | ---- | ----- | ----- | ----- | ----- | - | - |
| 829                                          | 821  | 756  | 1 040 | 1 342 | 1 779 | 2 630 | - | - |
| Số liệu kể từ 1962 : dân số không tính trùng |      |      |       |       |       |       |   |   |